# AEW International Championship
El AEW International Championship (Campeonato Internacional de AEW, en español) es un campeonato de lucha libre profesional, creado y utilizado por la compañía estadounidense All Elite Wrestling (AEW). El campeonato fue presentado el 8 de junio de 2022 en el episodio de Dynamite, y es un campeonato secundario para luchadores masculinos. El campeonato fue creado para representar a los fanáticos de AEW de todo el mundo. El campeón inaugural fue PAC, quien se coronó en el evento Forbidden Door. Anteriormente fue llamado AEW All-Atlantic Championship (hasta el 8 de marzo de 2023) y AEW American Championship (entre julio y agosto de 2024, durante el reinado de MJF). El campeón actual es Kazuchika Okada, quien se encuentra en su primer reinado.

## Historia

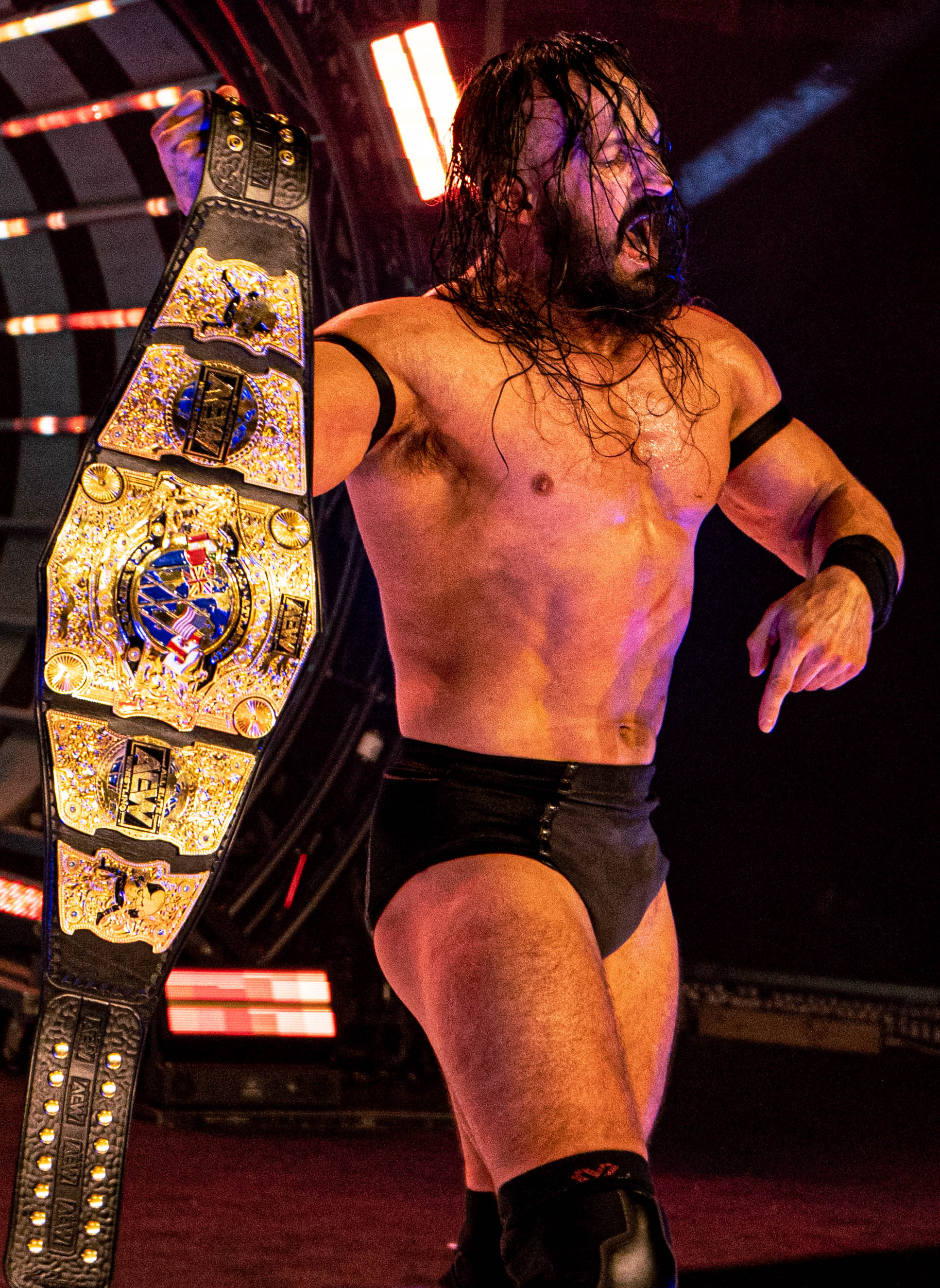
El campeón inaugural, PAC.

En el episodio del 8 de junio de Dynamite, AEW presentó un nuevo campeonato individual masculino, el AEW All-Atlantic Championship, que será un campeonato secundario de la promoción, "representando a los fanáticos de AEW que miran alrededor del mundo en más de 130 países". Se anunció que cuatro luchadores, determinados a través de combates de clasificación, lucharían en un combate fatal de 4 esquinas en Forbidden Door para ser coronado campeón inaugural. PAC derrotó a Buddy Matthews esa misma noche para clasificar. Los otros potencialmente clasificados serán los ganadores de las luchas entre Malakai Black vs. Penta Oscuro, Miro vs. Ethan Page, y un combate entre los luchadores de NJPW  Tomoaki Honma, Clark Connors, Tomohiro Ishii o Yoshinobu Kanemaru. Sin embargo debido a que solo los luchadores con nacionalidad de países que se encontraban en el Océano Atlántico podían competir por el campeonato, el 8 de marzo de 2023 durante un episodio de Dynamite, Tony Khan anunció que el campeonato se renombraría cómo AEW International Championship para que así diferentes luchadores de diferentes nacionalidades pudieran tener una oportunidad por el campeonato.

### Torneo Inaugural
|  | Clasificatorias Dynamite y New Japan Road (8 - 22 de junio) | Clasificatorias Dynamite y New Japan Road (8 - 22 de junio) |               |       | Final Forbidden Door (26 de junio) | Final Forbidden Door (26 de junio) |  |
|  |                                                             |                                                             |               |       |                                    |                                    |  |
|  | Buddy Matthews                                              | 10:46                                                       |               |       |                                    |                                    |  |
|  | PAC                                                         | Pin                                                         |               |       |                                    |                                    |  |
|  | PAC                                                         | Pin                                                         |               |       |                                    |                                    |  |
|  |                                                             |                                                             |               |       |                                    |                                    |  |
|  |                                                             |                                                             |               |       |                                    |                                    |  |
|  | Ethan Page                                                  | 9:31                                                        |               |       |                                    |                                    |  |
|  | Ethan Page                                                  | 9:31                                                        |               |       |                                    |                                    |  |
|  | Miro                                                        | Sub                                                         |               | PAC   | Sub                                |                                    |  |
|  |                                                             |                                                             | Miro          | 15:10 |                                    |                                    |  |
|  |                                                             |                                                             | Malakai Black | 15:10 |                                    |                                    |  |
|  | Penta Oscuro                                                | 9:56                                                        | Clark Connors | 15:10 |                                    |                                    |  |
|  | Malakai Black                                               | Pin                                                         |               |       |                                    |                                    |  |
|  | Malakai Black                                               | Pin                                                         |               |       |                                    |                                    |  |
|  |                                                             |                                                             |               |       |                                    |                                    |  |
|  |                                                             |                                                             |               |       |                                    |                                    |  |
|  | Clark Connors                                               | 13:21                                                       |               |       |                                    |                                    |  |
|  | Clark Connors                                               | 13:21                                                       |               |       |                                    |                                    |  |
|  | Tomohiro Ishii                                              | Pin                                                         |               |       |                                    |                                    |  |

1. ↑  Ishii sufrió una lesión en su rodilla izquierda por lo que tuvo que ser sustituido por Connors.[3]

## Diseño del campeonato
Ron Edwardsen de Red Leather Belts diseñó el cinturón del Campeonato Internacional de AEW. Al igual que el cinturón del Campeonato Mundial Femenino de AEW que se introdujo en marzo de 2022, el cinturón del Campeonato Internacional está inspirado en el cinturón del Campeonato de América del Sur Medio de la década de 1980. El centro de la placa central tiene un globo terráqueo con banderas que representan seis países: México, China, Reino Unido, Estados Unidos, Canadá y Japón. Una pancarta arriba dice "International", mientras que una pancarta debajo dice "Champion". En la parte superior de la placa central está el logotipo de AEW. Sentados a cada lado de la placa central hay dos placas laterales. Las placas laterales internas incluyen el logotipo de AEW sobre un globo terráqueo, mientras que las dos placas laterales externas muestran a dos luchadores luchando. El diseño seguirá siendo el mismo a pesar del cambio del nombre del campeonato.

## Nombres
| Nombre                         | Años                     |
| ------------------------------ | ------------------------ |
| AEW All-Atlantic Championship  | 2022—2023                |
| AEW International Championship | 2023—2024; 2024-presente |
| AEW American Championship      | 2024                     |

## Campeones

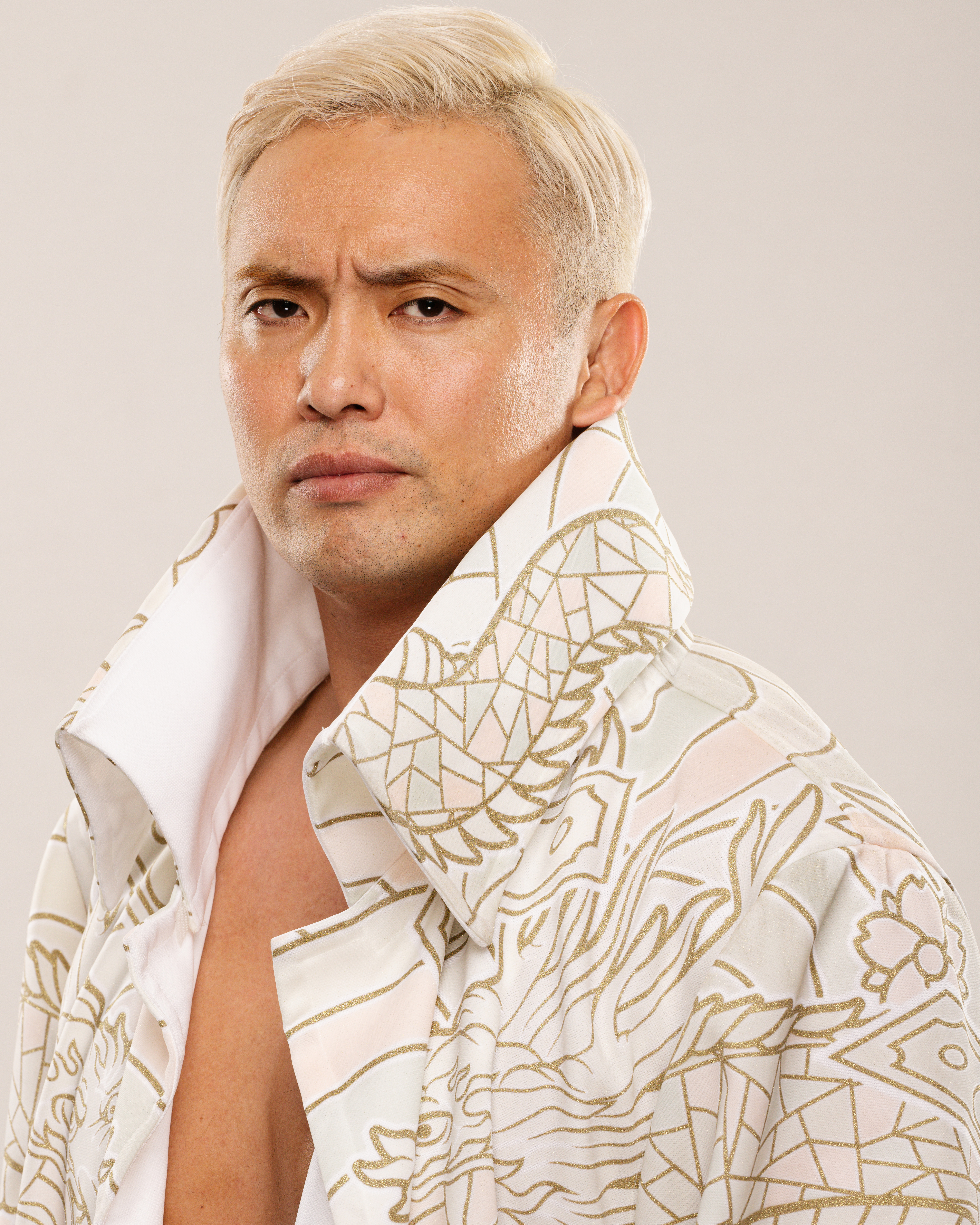
El campeón actual, Kazuchika Okada.

El campeón inaugural fue PAC quién ganó el campeonato luego de derrotar a Miro, Malakai Black y Clark Connors para coronar al primer campeón el 26 de junio de 2022 en AEWxNJPW: Forbidden Door. Desde entonces, el campeonato ha tenido 12 reinados, con 10 campeones diferentes. PAC, Rey Fénix, Will Ospreay, Konosuke Takeshita y Kazuchika Okada son los cinco luchadores no estadounidenses que han ostentado el título.
Orange Cassidy tiene el reinado más largo del campeonato con 326 días en su primer reinado, mientras que Jon Moxley es el campeón con menos días de reinado con 17 días en su único reinado. En cuanto a los días en total como campeón (un acumulado entre la suma de todos los días de los reinados individuales de cada luchador), Cassidy también posee el primer lugar, con 471 días en dos reinados, seguido por Konosuke Takeshita (148 días en un reinado) y Kenny Omega (125 días en un reinado).
MJF es el campeón más joven en ganar el campeonato con 28 años y 124 días, mientras que Kenny Omega es el campeón más viejo, con 41 años y 144 días.
Jon Moxley es el campeón más pesado con 109 kg (240 lb) de peso, mientras que Cassidy es el campeón más liviano con 75 kg (165 lb) de peso. Por último, Cassidy y Ospreay poseen el récord con mayor cantidad de reinados, con 2.

### Campeón actual
El campeón actual es Kazuchika Okada, quien se encuentra en su primer reinado. Okada ganó el título tras derrotar al excampeón Kenny Omega el 12 de julio de 2025 en All In.
Okada no registra hasta el 14 de agosto de 2025 defensas televisadas.

### Lista de campeones
| N.º | Campeón            | Lucha                    | Lucha                    | Lucha                          | Estadísticas | Estadísticas | Notas y referencias |
| N.º | Campeón            | Fecha                    | Evento                   | Ubicación                      | Reinado      | Días         | Notas y referencias |
| --- | ------------------ | ------------------------ | ------------------------ | ------------------------------ | ------------ | ------------ | --- |
| 1   | PAC                | 26 de junio de 2022      | AEWxNJPW: Forbidden Door | Chicago, Illinois              | 1            | 108          | Derrotó a Miro, Malakai Black y Clark Connors convirtiéndose así en el campeón inaugural. Durante su reinado ganó el Campeonato Mundial de Tríos de AEW junto con Penta El Zero M y Rey Fénix, convirtiéndose en el primer campeón doble en la historia de AEW. |
| 2   | Orange Cassidy     | 12 de octubre de 2022    | Dynamite                 | Toronto, Ontario               | 1            | 326          | Durante su reinado, el título fue renombrado como AEW International Championship. Este es el reinado más largo en la historia del campeonato. |
| 3   | Jon Moxley         | 3 de septiembre de 2023  | All Out                  | Chicago, Illinois              | 1            | 17           | Este es el reinado más corto en la historia del campeonato. |
| 4   | Rey Fénix          | 20 de septiembre de 2023 | Dynamite: Grand Slam     | Flushing, Nueva York           | 1            | 20           | [ 7 ] |
| 5   | Orange Cassidy     | 10 de octubre de 2023    | Dynamite: Title Tuesday  | Independence, Misuri           | 2            | 145          | [ 8 ] |
| 6   | Roderick Strong    | 3 de marzo de 2024       | Revolution               | Greensboro, Carolina del Norte | 1            | 84           | [ 9 ] |
| 7   | Will Ospreay       | 26 de mayo de 2024       | Double or Nothing        | Paridese, Nevada               | 1            | 52           | [ 10 ] |
| 8   | MJF                | 17 de julio de 2024      | Dynamite                 | North Little Rock, Arkansas    | 1            | 39           | Durante su reinado, renombró extraoficialmente el título como Campeonato Americano de AEW. |
| 9   | Will Ospreay       | 25 de agosto de 2024     | All In                   | Londres, Inglaterra            | 2            | 48           | Al inicio de su reinado el título regresó a su nombre de Campeonato Internacional de AEW. |
| 10  | Konosuke Takeshita | 12 de octubre de 2024    | WrestleDream             | Tacoma, Washington             | 1            | 148          | Derrotó a Will Ospreay y Ricochet. |
| 11  | Kenny Omega        | 9 de marzo de 2025       | Revolution               | Los Ángeles, California        | 1            | 125          | Como resultado, Omega se convirtió en el primer Campeón Grand Slam. |
| 12  | Kazuchika Okada    | 12 de julio de 2025      | All In                   | Arlington, Texas               | 1            | 33+          | Fue un Unification Match, donde el Campeonato Continental de AEW de Okada también estuvo en juego. |

### Total de días con el título

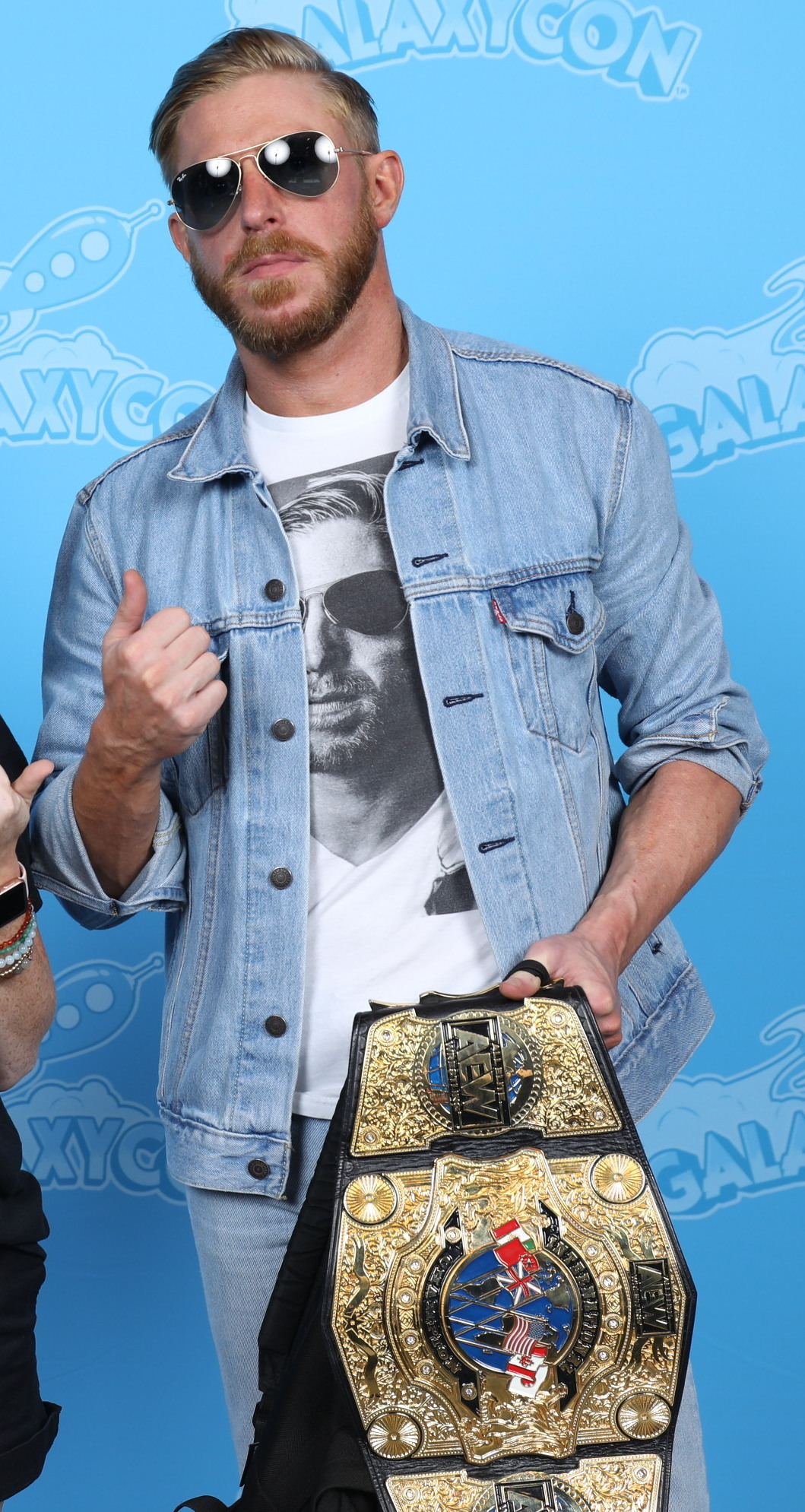
Orange Cassidy posee el reinado más largo del campeonato, con 326 días con el título. Además, posee el récord con mayor cantidad de reindos, en empate, con 2.

La siguiente lista muestra el total de días que un luchador ha poseído el campeonato, si se suman todos los reinados que posee. Actualizado a la fecha del 14 de agosto de 2025.
| + | Indica al campeón actual |

| N.º | Luchador           | Reinados | Total de días |
| --- | ------------------ | -------- | ------------- |
| 1   | Orange Cassidy     | 2        | 471           |
| 2   | Konosuke Takeshita | 1        | 148           |
| 3   | Kenny Omega        | 1        | 125           |
| 4   | PAC                | 1        | 108           |
| 5   | Will Ospreay       | 2        | 100           |
| 6   | Roderick Strong    | 1        | 84            |
| 7   | MJF                | 1        | 39            |
| 8   | Kazuchika Okada    | 1        | 33+           |
| 9   | Rey Fénix          | 1        | 20            |
| 10  | Jon Moxley         | 1        | 17            |

### Mayor cantidad de reinados
| Reinados | Luchador (es)                |
| -------- | ---------------------------- |
| 2 veces  | Orange Cassidy, Will Ospreay |